# Educating Peter
Educating Peter é um filme-documentário em curta-metragem estadunidense de 1992 dirigido e escrito por Gerardine Wurzburg. Venceu o Oscar de melhor documentário de curta-metragem na edição de 1993.